# Kiwaba Nzoji
Kiwaba Nzoji är en kommun i Angola.   Den ligger i provinsen Malanje, i den nordvästra delen av landet, 400 kilometer öster om huvudstaden Luanda.
I omgivningarna runt Kiwaba Nzoji växer huvudsakligen savannskog. Runt Kiwaba Nzoji är det glesbefolkat, med 15 invånare per kvadratkilometer.